# Scolecobasidium verruculosum
Scolecobasidium verruculosum är en svampart som beskrevs av R.Y. Roy, R.S. Dwivedi & R.R. Mishra 1962. Scolecobasidium verruculosum ingår i släktet Scolecobasidium, divisionen sporsäcksvampar och riket svampar.   Inga underarter finns listade i Catalogue of Life.